# کانتا کاجییاما
کانتا کاجییاما (انگلیسی: Kanta Kajiyama؛ زادهٔ ۲۴ آوریل ۱۹۹۸) بازیکن فوتبال اهل ژاپن است.
از باشگاه‌هایی که در آن بازی کرده‌است می‌توان به باشگاه فوتبال ناگویا گرامپوس اشاره کرد.